# 1886 au Canada
Pour un article plus général, voir Chronologie du Canada.
Cet article traite des événements qui se sont produits durant l'année 1886 au Canada.

## Événements

### Politique
- 6 avril : incorporation de la ville de Vancouver.
- 10 octobre : création des parcs nationaux des Glaciers et de Yoho.
- 14 octobre : élection générale québécoise de 1886 : les libéraux de Honoré Mercier remporte cette élection.
- 14 décembre : création du Parc national Yoho en Colombie-Britannique.
- 28 décembre : élection générale ontarienne de 1886 : les libéraux de Oliver Mowat remporte une cinquième majorité consécutive.

### Sport

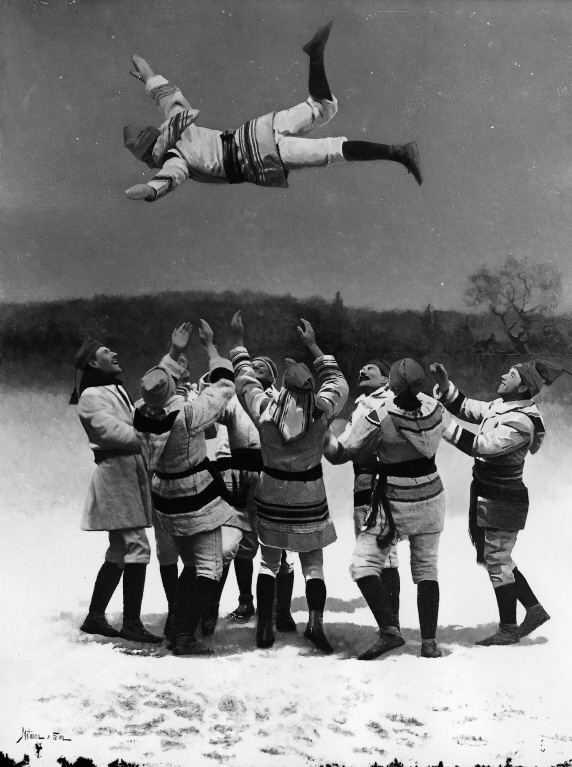
The Bounce, Club de raquette de Montréal

- 8 décembre : naissance de l'Association de hockey amateur.

### Économie
- Commission royale d'enquête sur le capital et le travail (fin en 1889).
- Les Mohawks de la réserve de Caughnawaga au Québec sont entrainés pour aider la construction d'un pont qui traverse le fleuve Saint-Laurent. Ainsi commence une tradition de construction de structure en acier parmi les Iroquois.

### Science
- Ouverture du centre de recherche de la Ferme expérimentale centrale à Ottawa.
- 5 juillet : James William Black  invente la Crème soda.

### Culture
- L'amérindienne Pauline Johnson se fait connaître comme poète.

### Religion

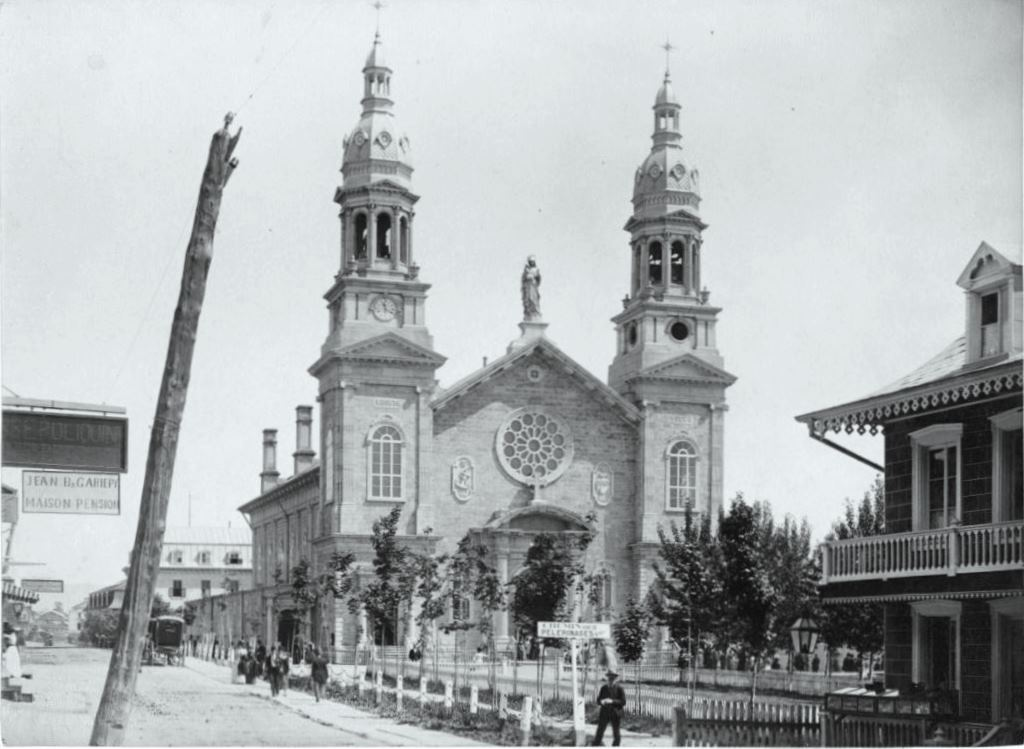
Première basilique de Sainte-Anne-de-Beaupré

- 7 juin : Elzéar-Alexandre Taschereau est le premier canadien à être nommé cardinal.
- 8 juin : le diocèse d'Ottawa devient l'Archidiocèse d'Ottawa.
- 18 juin : le diocèse de Montréal devient l'Archidiocèse de Montréal. Édouard-Charles Fabre en est l'archevêque.
- Reconnaissance de l'église Sainte-Anne-de-Beaupré comme Basilique mineure

## Naissances
- 15 janvier : C.D. Howe, politicien.
- 13 mai : William John Patterson, premier ministre de la Saskatchewan.
- 25 mai : Archange Godbout, religieux et généalogiste des canadiens français.
- 4 août : Pierre-François Casgrain, politicien.
- 30 août : Ray Lawson, lieutenant-gouverneur de l'Ontario.

## Décès
- 3 février : Joseph Doutre, directeur de l'Institut canadien de Montréal.
- 30 mars : Joseph-Alfred Mousseau, premier ministre du Québec.
- 31 mars : Amos Wright, fermier et lieutenant gouverneur de l'Ontario.
- 25 juin : Auguste Achintre, écrivain et journaliste.
- Jean-Louis Beaudry, maire de Montréal.
- 4 juillet : Poundmaker, chef amérindien des cris qui avait participé à la rébellion du nord-ouest.